# ロブ小学校銃乱射事件
ロブ小学校銃乱射事件（ロブしょうがっこうじゅうらんしゃじけん）は、2022年5月24日、アメリカ合衆国・テキサス州ユバルデ市内のロブ小学校で発生した大量殺人事件。
小学校へ侵入した男が小学生と教員に銃を乱射し、児童19人、教員2人が死亡した。

## 概要
2022年5月24日、ユバルデ郡居住の18歳の男は、当日の朝、事件の約15分前にSNSで「小学校を銃撃する」と予告。これに先立ち「祖母を撃つつもりだ」「祖母を撃った」とも書き込み、同居する66歳の祖母の頭を銃で撃ちトラックに乗って市街地へ移動した。撃たれた祖母は警察に通報（彼女は乱射事件の後、捜査のために彼女の家を訪れた警察官によって重体となっている姿で発見された）。11時半ごろ、男はロブ小学校近くの側溝に車ごと突っ込んだ。車から降りると銃を乱射、そのまま小学校へ侵入すると4年生の教室へ立てこもり発砲を繰り返した。発砲により児童19人、教員2人が死亡。警察官2人を含む17人が負傷した。男は通報を受けて駆け付けた警察官、国境警備隊員に銃で撃たれて死亡した。アメリカの小学校でのスクールシューティングにおいての死者数としては、2012年に発生したサンディフック小学校銃乱射事件（26人死亡）に匹敵する惨事となった。

## 事件の経過
※日時はすべて現地時間。
- 2022年5月24日[5]。
  - 11時28分、容疑者は自宅で祖母を銃撃後、車でロブ小学校近くの側溝に突っ込み、そのまま車を乗り捨て学校に向かった。この際、容疑者は車が突っ込む音を聞いて確認に来た近くの斎場の職員2人に向かって発砲した（負傷なし）[6]。
  - 11時30分、最初の911通報。
  - 11時31分、容疑者が外から教室に向けて銃撃を開始。同時刻パトロール警官が現場に到着。
  - 11時33分、容疑者が学校に侵入。111及び112教室に立て篭もり銃を乱射（111と112の教室は内部で繋がっている構造）。なお、生存者の証言によれば容疑者は教室に押し入った際に最初に目が合った教師に対して「Good night（おやすみ）」と一言発して教師の頭部を撃ち[7]、生徒達に乱射する直前には「You're all gonna die（お前達はみんな死ぬ）」と発したとされる[8]。
  - 11時35分、7人の警官が現場に到着。内3人が容疑者が立て篭もる教室に近づくが2人の警官が銃撃で負傷。
  - 11時43分、学校側はFacebookで銃撃事件発生のため学校を封鎖したことを発表。この時点では学校内の生徒と職員は無事であるとしていた[9]。
  - 12時3分、19人の警官隊が教室へと続く廊下に集結。しかし現場指揮官はこの時点において救出が必要な者は既にいないと判断し、突入に向けた装備を確保するため教室外で待機。だが後述の通り教室内にはまだ複数の生存者がいた。この対応について警察側は事件後「間違った判断であった」と誤りを認めた[10]。
  - 12時10分、112教室の生存者の生徒が911に通報し、複数の死者が出ていることを伝える。
  - 12時15分、国境警備隊戦術部隊が現場に到着。
  - 12時16分、先ほどの生存者から再び911に通報があり、教室内にまだ8〜9人の生存者が残されていることを伝える。
  - 12時19分、別の生存者から911に通報。しかし他の生徒が電話を切るように伝えたため通話が切れる。
  - 12時21分、別の911通報内にて3発の銃声が確認される。
  - 12時36分、先ほどの112教室の生存者から911に再び通報。容疑者がドアを撃ったことを伝える。
  - 12時50分、国境警備隊員がマスターキーを使い[11]、教室の鍵を開けて突入。容疑者を射殺。

## 警察の初動対応への批判
本事件は警官隊が現場に到着してから容疑者が射殺されるまでにおよそ1時間以上を要しており、警察の初動対応の遅れが批判されている。
現場指揮官は容疑者からの発砲が散発的なものであったため、容疑者が一人で立てこもっており生存者は既にいないと判断したが、前述の通り教室内にはまだ生存者が複数おり、911通報が繰り返し行われていた。この対応について警察側は5月28日の会見で「間違った判断だった」、「可能な限り早急に突入すべきだった」と対応の誤りを認めた。
その後、7月2日にユヴァルデ学区警察署長のピート・アレドンド (Pedro "Pete" Arredondo) は初動対応への批判を受けユバルデ市議会を辞任した。ピート・アレドンドは「これがユバルデにとって最良の決断だと思う」とコメントしている。
なお、ユバルデ警察署は独自のSWATチームを保有しており、事件の2年前にはSNSにおいて、SWATチームがスクールシューティングに対処するための訓練を実施している事を明らかにしていた。人口1万6000人のユバルデでは、2021年から2022年までの町予算1150万ドルの予算のうち、440万ドル（約38％）を警察予算に充てているが「事件当日にユバルデSWATチームがどこで何をしていたのか？」について、住民から疑問が上がっている。また、ユバルデ警察が犯人の制圧ではなく、子供を守ろうとした保護者を拘束し手錠を打っていた事についても批判の声が上がっている。
7月12日、地元紙のAustin American-Statesman（オースティン・アメリカン・ステイツマン）紙により、事件当日の77分間に及ぶユバルデ小学校の監視カメラ映像が公開された。
公開された映像には現場に到着した警官隊が防弾シールドやライフルで武装していながら、1時間以上に渡ってほぼ廊下で待機している状態が映し出されており、改めて警察の初動対応が批判された。なお、地元紙に対しても遺族らが目にする前に映像を独断で公開したことに関して批判が相次いでいる。

## 犯人像
犯人の18歳の男は、思春期に吃音のため学校でいじめに遭い、態度が暴力的になっていたとの情報がある。事件発生2日前には、地元の連邦政府認定の銃ディーラーから2丁のライフル（AR-15）を合法的に購入していた。事件当日、男はドイツ在住の15歳の女性とチャットをしている最中、「（祖母に対して）イライラする」、「祖母の頭を撃った」と送信。さらに数分後には「これから小学校を銃撃しにいく」とする犯行予告的なメッセージも送信していた。

## 反応

### 政府の対応
2022年5月24日、大統領のジョー・バイデンは外遊先の日本（日米首脳会談、日米豪印戦略対話に出席）から帰国する途上で事件を聞き、急遽記者会見を行った。会見では「アメリカはどうしてこんなに（銃乱射事件の）頻度が高いのか。我々はこんな大虐殺とともに生きていきたいのか」と相次ぐ事件への怒りをあらわにし、銃規制に反対するロビー団体を非難した。また、連邦議会に対して銃規制強化法案を推進するよう要求した。
その後、5月29日にジョー・バイデンはファーストレディのジル・バイデンと共に事件現場を訪問し、遺族らと面会。献花を行い、現地の教会のミサに参加した。
6月23日、連邦議会上院において、21歳未満の銃購入者の身元確認の厳格化などを盛り込んだ銃規制強化法案が超党派で可決した。24日に下院においても可決され、25日にバイデンが法案に署名し、同法が成立した。

### 抗議活動
教師の労働組合の指導者とメンバーは5月27日、ヒューストンで銃規制に反対するロビー団体のである全米ライフル協会の大会に抗議し、銃規制の必要性を提唱した。

### 著名人の反応
前大統領のドナルド・トランプは5月27日、ヒューストンで行われた全米ライフル協会のイベントにおいて、全国の学校の安全を強化する時が来たと言い、内部から施錠できるドアや金属探知機の装備と学校に武装した警察官・警備員の配備を呼び掛けた。また、学生を保護するために、無銃地帯である学校の教師に銃を与えるべきだと主張した。
NBAゴールデンステート・ウォリアーズの監督スティーブ・カーは事件を受け、会見で「もうたくさんだ」と語気を強め「いつになったら私たちは何かをするんだ」、「このことに鈍感であってはならない」と政治に対応を求めた。
事件が起きたユバルデ出身の俳優マシュー・マコノヒーは事件後、声明を出し「どうしたら銃による悲劇をなくすことができるだろう」、「これ以上言い訳はできない。繰り返される悲劇を受け入れることはできない」と銃規制強化を訴えた。
更に5月27日、マコノヒーは事件現場を訪れ犠牲者を追悼すると共に被害者、犠牲者の遺族と面会した。
ヘンリー王子の妻メーガン妃は5月26日、予告なしに事件現場を訪れ、設置された記念碑に花束を供えて祈りを捧げ、犠牲者を追悼した。
夫妻が設立した財団アーチウェルは「自身も母親であるメーガンは、この困難な時期に訪問し、哀悼の意とテキサスコミュニティーへの支援をささげることが重要である」とUSAトゥデイ紙にコメントしている。

### 映画・テレビ業界の反応
ウォルト・ディズニー・カンパニーは定額制動画配信サービスのDisney+において、2022年5月27日に配信を開始したドラマシリーズ『オビ＝ワン・ケノービ』の中で本事件を想起させるシーンがあることから、作品詳細に注意喚起の断りを挿入した。
Netflixも同サービスにおいて、2022年5月27日に配信を開始したドラマシリーズ『ストレンジャー・シングス 未知の世界』のシーズン4において、子供を巻き込む暴力的なシーンがあることから、アメリカ向けに配信した該当エピソードの冒頭において、該当シーンが1年前に撮影されたフィクションである旨の断りと犠牲者の遺族に対して哀悼の意を表する声明を急遽挿入した。

### 事件後の学校生活
テキサス州の学校では、武器の持ち込みを抑止するために透明またはメッシュのバックパックで登校することを義務付けるケースが相次いだ。この種のバッグは、マージョリー・ストーンマン・ダグラス高校銃乱射事件後、同校が授業を再開するに当たり採用したが、生徒からプライバシーの侵害などを訴える声が強まり短期間のうちに廃止された経緯があった。
ロブ小学校では授業を再開するに当たり、事件が発生した敷地では授業を再開しない方針を示した。1年生だった児童は同じ学校区内の別の小学校で2年生として通うこととなり、2年生、3年生だった児童は既存の教育施設に設けられた新たなロブ小学校に通うこととなった。それでもなお登校を拒否したり、転校する児童が相次いだ。

### その他
本事件で犠牲になった教師の一人イルマ・ガルシアの夫ジョー・ガルシアは事件から2日後の5月26日の朝、追悼の場で花を捧げて自宅に戻ったところ突然倒れ、心臓発作で死亡した。遺族は事件による心痛が原因であるとしている。
5月30日、本事件を受けカナダ政府は国内での拳銃の売買を禁じる法案を提出した。カナダ首相のジャスティン・トルドーは記者団に対し「迅速かつ断固とした措置を講じなければ状況が悪化の一途をたどることは、国境の南側（米国）を見れば分かる」と銃規制の必要性を訴えた。
後に小学校から2 km程度離れた市内の公園内に、事件の被害者を追悼する施設が設置された。